# Hämeenkoski
Hämeenkoski est une ancienne municipalité du Päijät-Häme en Finlande.
Hämeenkoski a fusionné avec Hollola le 1er janvier 2016.

## Géographie
Le nom de la commune signifie les rapides du Häme. Jusqu'en 1995, elle était simplement nommée "Koski HL" (Koski Hämeen Lääni) pour la distinguer de la municipalité de "Koski TL" (ou "Koski Turun Lääni").
Le centre administratif est traversé par la route nationale 12, qui le met à 30 km du centre de Lahti, la capitale régionale. Les municipalités voisines sont Kärkölä au sud, Hollola à l'est, Asikkala au nord-est, et côté Kanta-Häme Lammi à l'ouest.

## Histoire
C'est une commune à l'histoire ancienne. Elle existait déjà en tant que paroisse catholique entre 1410 et 1540 avant d'être rattachée à sa voisine Lammi. La paroisse (luthérienne cette fois) est recréée en 1865 et la commune s'y superpose en 1870.

## Personnalités
C'est la commune de naissance de Juho Kusti Paasikivi, le 7e président de la république de Finlande, ainsi que de Ruben Lagus, major général de Finlande, un des plus hauts gradés de l'armée finlandaise pendant la Guerre d'Hiver et la Guerre de Continuation.